# Donji Draganec
Donji Draganec is een plaats in de gemeente Čazma in de Kroatische provincie Bjelovar-Bilogora. De plaats telt 154 inwoners (2001).